# Tender Prey
Tender Prey è il quinto album di Nick Cave and the Bad Seeds, pubblicato nel 1988.

## Tracce
1. The Mercy Seat – 7:18 (Nick Cave, Mick Harvey)
2. Up Jumped the Devil – 5:16 (Nick Cave, Mick Harvey, Blixa Bargeld, Kid Congo Powers, Roland Wolf, Thomas Wydler)
3. Deanna – 3:45 (Nick Cave)
4. Watching Alice – 4:01 (Nick Cave)
5. Mercy – 6:22 (Nick Cave)
6. City of Refuge – 4:48 (Nick Cave)
7. Slowly Goes the Night – 5:23 (Nick Cave)
8. Sunday's Slave – 3:40 (Nick Cave)
9. Sugar Sugar Sugar – 5:01 (Nick Cave)
10. New Morning – 3:46 (Nick Cave)
11. The Mercy Seat (Video mix) – 5:05 (Nick Cave, Mick Harvey)

Durata totale: 54:25

## Formazione
- Nick Cave – voce, pianoforte, organo, armonica a bocca, tamburello basco, vibrafono
- Mick Harvey – voce, chitarra, basso, percussioni, xilofono, pianoforte
- Blixa Bargeld – voce, chitarra
- Roland Wolf – pianoforte, organo, chitarra, voce
- Kid Congo Powers – chitarra, voce
- Thomas Wydler – batteria, percussioni, voce